# Hop, hop
Hop, hop – singiel wydany przez polskiego pianistę Waldemara Maciszewskiego, który pod  pseudonimem Waldemar Waldi grał też muzykę jazzową i rozrywkową. 
Nagrany jako foxtrot utwór to kompozycja Maciszewskiego, któremu podczas nagrania towarzyszyła sekcja rytmiczna.
Podobnie było z wykonaniem utworu „Alexander's Ragtime Band” ze strony B – i tu kompozycja Irvinga Berlina, opracowana i wykonana przez Maciszewskiego, nagrana została wraz z sekcją rytmiczną. Rejestracji nagrań dokonali pracownicy Zakładu Nagrań Dźwiękowych w Warszawie. Utwory z tej płyty oraz z podobnego singla Muzy o numerze 2637 zostały w 1955 wydane na albumie L 0065 Waldemar Valdi / Zespół Jazzowy Charles Bovery już istniejącej wtedy firmy Polskie Nagrania „Muza”.
10-calowa monofoniczna płyta (odtwarzana z prędkością 78 obr./min.), wydana została przez wytwórnię Muza z numerem katalogowym 2638 (numery matryc podane na naklejkach to odpowiednio a: ZND 3772-2 i b: ZND 3773).

## Muzycy
- Waldemar Maciszewski (Valdi) – fortepian
- sekcja rytmiczna

## Lista utworów
- A: „Hop, hop” (foxtrot) (muz. Waldemar Valdi)
- B: „Alexander's Ragtime Band” (foxtrot) (muz. Irving Berlin)